# خوان ريفيروس
خوان ريفيروس (بالإسبانية: Juan Francisco Riveros)‏ هو لاعب كرة قدم باراغواياني في مركز مهاجم ‏، ولد في 17 مايو 1946 في أسونسيون في باراغواي. شارك مع منتخب باراغواي لكرة القدم. أما مع النوادي، فقد لعب مع أوليمبيا أسونسيون وسيرو بورتينيو ونادي بونتيفيدرا.

## وصلات خارجية
- خوان ريفيروس على موقع ناشيونال فوتبول تيمز (الإنجليزية)